# Phare de cap Falcon
 (mars 2017).
Si vous disposez d'ouvrages ou d'articles de référence ou si vous connaissez des sites web de qualité traitant du thème abordé ici, merci de compléter l'article en donnant les références utiles à sa vérifiabilité et en les liant à la section « Notes et références ».
Le phare du cap Falcon, est un phare d'atterrissage situé sur la côte ouest du golfe d'Oran.

## Historique
Le premier rapport officiel traitant de l'éclairage des côtes algériennes est un rapport de la Commission Nautique de l'Algérie de 1843 qui établit un rapport complet « des améliorations à apporter aux feux existants, des feux à établir immédiatement, des feux à établir par la suite ». Son exécution s'échelonna sur plusieurs années, avec les modifications imposées par les progrès de la technique et le développement de la navigation et dont les principales furent décidées par la Commission des Phares de 1861.
À cap Falcon, le phare fut allumé en 1868.
Les appareils ont été modifiés périodiquement entre 1860 et 1900. Les plus notables de ces améliorations consistèrent en la substitution de l'huile minérale par l'huile végétale en 1881 puis, par l'adoption de certains feux de lampe à niveau constant.
En 1902, nouveau programme d'amélioration de l'éclairage côtier par la mise en place d'une Commission Nautique Spéciale qui adopte un programme de réalisations prévoyant entre autres la substitution aux feux fixes existants de feux à éclats ou à occultations avec ou sans secteurs colorés. Programme qui fut entièrement réalisé de 1904 à 1908 à l'exception de la jetée Nord du port d'Alger. L'électrification des feux principaux et des feux de ports fut poursuivie activement depuis la mission scientifique en Algérie, en 1924, de l'Ingénieur en chef du Service Central des Phares.
En outre quatre radiophares ont été mis en service : au phare de l'Amirauté à Alger (1931), au Cap de l'Aiguille (1938), au Cap Caxine (1938) et au Cap Matifou (1942). Les services techniques ont également prévu l'établissement dans des délais rapprochés de quatre ouvrages supplémentaires au Cap Ténès, au Cap Bengut, au cap Bougaroun et au Cap de Garde.

## Caractéristiques
Le phare du cap Falcon aurait été construit par deux ingénieurs des Ponts et Chaussées nommés Robin et Denamiel.
Il s'agit d'un phare d'atterrissage en maçonnerie implanté sur le mamelon le plus élevé de Cap Falcon, à 106 m au-dessus du niveau de la mer, à l'extrémité occidentale du golfe d'Oran.
Cette tour octogonale en pierre de taille blanche et de 28,7 mètres de hauteur fait partie des cinq phares chargés de la surveillance de la côte oranaise et en constitue le repère le plus important. Les bâtiments annexes, logements et services, sont indépendants.
La puissance de la lampe est de 1 000 W/ 220V et l'éclairage est assuré par un feu de couleur blanche à 4 éclats en 25 secondes. La portée lumineuse est de 29 milles nautiques, soit environ 54 km, ce qui en fait un phare de premier ordre.